# میدان کاراپینار
میدان کاراپینار (به ترکی استانبولی: Karapınar Field) یک کوه در ترکیه است که در کاراپینار واقع شده‌است. میدان کاراپینار ۱٬۳۰۲ متر بالاتر از سطح دریا واقع شده‌است.